# Rāmsīn
Rāmsīn är en ort i Indien.   Den ligger i distriktet Jalore och delstaten Rajasthan, i den nordvästra delen av landet, 600 km sydväst om huvudstaden New Delhi. Rāmsīn ligger 218 meter över havet och antalet invånare är 8 376.
Terrängen runt Rāmsīn är huvudsakligen platt, men västerut är den kuperad. Terrängen runt Rāmsīn sluttar norrut. Runt Rāmsīn är det ganska tätbefolkat, med 149 invånare per kvadratkilometer. Det finns inga andra samhällen i närheten. Trakten runt Rāmsīn består till största delen av jordbruksmark.